# Centre d'Art sacré de Lille
 (juin 2015).
Si vous disposez d'ouvrages ou d'articles de référence ou si vous connaissez des sites web de qualité traitant du thème abordé ici, merci de compléter l'article en donnant les références utiles à sa vérifiabilité et en les liant à la section « Notes et références ».
Le Centre d'Art sacré de Lille est un lieu d'exposition, situé dans la partie moderne de la crypte de la cathédrale Notre-Dame-de-la-Treille de Lille, et créé à partir de la collection de Gilbert Delaine.

## Une collection sur le thème de la Passion du Christ
Les œuvres exposées au Centre d’Art Sacré de Lille proposent une vision de la souffrance de l’homme, mais aussi de son dépassement, à l’image de Gilbert Delaine qui fit don de cette collection unique au monde.
La rencontre entre l’homme de foi, l’être souffrant et l’amateur passionné d’art moderne représente l’une des plus grandes entreprises d’art sacré du XXe siècle. Les œuvres constituent à cet égard de véritables variations, dans une vision contemporaine, sur le thème de la Passion. 
L’interprétation artistique du cycle de la Passion et de la Crucifixion a inspiré en profondeur les plus grands maîtres, et, si le sacré est une source d’inspiration fondamentale, cette collection à ce mérite de mettre en lumière la douleur humaine à partir d’un thème religieux.
À l’intersection de divers courants artistiques du XXe siècle (figuratif, abstrait, conceptuel, matiériste…), la collection constitue une « photographie » de l’art sacré contemporain des années 1980 à nos jours. Par la richesse et la diversité des œuvres réunies (peintures, sculptures, photographies), des matériaux utilisés et des techniques employées, elle permet d'appréhender l’image de la souffrance sous une multitude de facettes.

## Gilbert Delaine, les « passions » d’un collectionneur
Gilbert Delaine est né à Witternesse (Pas-de-Calais) le 11 janvier 1934. Il est mort le 30 juillet 2013 à l'âge de 79 ans. Ancien ingénieur à la direction de l’équipement, marqué par la spiritualité des compagnons d’Emmaüs, il a constitué dès 1970 une collection d’œuvres réunies au musée d’art contemporain de Dunkerque, qu’il a inaugurée le 4 décembre 1982. Fermé pendant plusieurs années, le musée, remis en état, a rouvert ses portes en juin 2005, rebaptisé « LAAC » (Lieu d'Art et Action Contemporaine).
En 1985, surmontant de graves problèmes de santé, Gilbert Delaine décide de réunir des œuvres contemporaines représentant la Passion du Christ. Cette initiative est le fruit d’une longue réflexion sur la vie, la mort et l’espérance, réflexion provoquée par l’expérience de la souffrance et de la maladie. Pour les chrétiens, la Passion du Christ, sa mort et sa Résurrection ouvrent un chemin de vie à laquelle sont appelés tous les hommes. La volonté de dépasser toute souffrance est aussi universelle que la souffrance elle-même.
Aussi, pour acquérir les œuvres, Gilbert Delaine sollicite de nombreux artistes parmi ses amis, les invitant ainsi à confronter leur expression artistique à la souffrance sur le thème de la Passion. Tous acceptent de relever le défi et 80 œuvres sont réalisées et livrées dans les six mois. Les artistes ont reçu pour seule recommandation de s’appuyer sur les textes des quatre évangiles sur lesquels ils doivent travailler avec leur propre sensibilité, leur technique et leur approche différente.
L’originalité de cette collection réside également dans le fait que de nombreux artistes l’ont progressivement enrichie de leurs dons, à la suite de l’initiative de Gilbert Delaine.
Actuellement, la collection Delaine comprend plus de 124 œuvres d’artistes internationaux : 8 sculptures, 7 photographies d’art, un ensemble d’émaux, 1 scanachrome, 1 vitrail et plus de 100 peintures. Quelques grands noms de la création artistique contemporaine y sont présents : Georg Baselitz, Lucio Fontana, Robert Combas, Ladislas Kijno ou Andy Warhol, Hugh Weiss.

## À l’origine du Centre: la Passion de Dunkerque
Réalisée sur commande par des artistes contemporains, la Passion de Dunkerque est une collection unique, exposée pour la première fois en France en 1989 à la salle Saint-Jean de l’Hôtel de ville de Paris. Elle est ensuite montrée au LAAC de Dunkerque, avant de voyager à travers le monde, notamment en Italie, Pologne, Belgique, Allemagne ou encore à Taiwan. L’exposition rencontre un succès mondial : plus d’un million de visiteurs viendront admirer les œuvres proposées.
Nouvelles pierres à l’art sacré contemporain, les œuvres peuvent prêter à polémiques, mais restent néanmoins, avant tout, une invitation à la méditation sur le thème de la souffrance, à partir de la Passion. La collection est d’autant plus atypique que Gilbert Delaine a fait appel à des artistes venant d’horizons différents. Croyant ou non, chacun transmet sa vision personnelle de la Passion, nourrie par son histoire, sa sensibilité, son art, sa quête personnelle. Tous osent montrer la souffrance et confrontent l’aveuglement et la permanence de la violence au message du Christ qu’ils traduisent dans leurs œuvres bouleversantes et tragiques. L’émotion commune que les œuvres suscitent donne à voir un terrible drame, ne laissant personne indifférent, croyant ou athée, initié ou non. 
Cette collection montre indéniablement que le regard des artistes actuels, quelles que soient leur origine, leur culture ou leur croyance, s’arrête moins sur la portée religieuse que sur le message d’Humanité et de tolérance, comme de souffrance que véhicule le thème de la Passion.
L’énergie, la violence, la douleur qui se dégagent dans les couleurs, les contrastes de ton, les ruptures dans les lignes et les détails multiplient à l’infini le souvenir de l’Ecce Homo, et mettent en exergue la souffrance du Christ dans un rapport constant avec la violence et la souffrance actuelles. Toutefois, les artistes nous convient au cheminement implicite vers l’espérance et la victoire sur le mal dans la Résurrection, posant ainsi un regard optimiste sur l’Humanité.
La collection Delaine devient, au-delà d’un strict langage artistique, un dialogue à part entière entre l’artiste et le spectateur, un mode de communication humble, accessible et compréhensible par tous. Cette dimension universelle laisse en même temps libre, celui qui le reçoit, de l’interpréter, de l’actualiser.
En 1996, Gilbert Delaine fait don au diocèse de Lille de la plus grande partie des œuvres de la collection, pourvu que celles-ci soient exposées. Sept ans après son souhait de créer un musée de la Passion, où réunir sa collection jusqu’alors itinérante, est fondé le Centre d’art sacré contemporain.

## Le Centre d’Art Sacré de Lille: un lieu unique
Au milieu du XIXe siècle, la bourgeoisie lilloise décida de doter la ville d’un édifice religieux d’envergure, afin d’y accueillir le pèlerinage à Notre-Dame-de-la-Treille. Du fait de la création du diocèse en 1913, la basilique, encore en construction, fut érigée en cathédrale. Il fallut attendre 1999 pour voir l’édifice enfin achevé.
Si l’espace en surface est à vocation cultuelle et reçoit chaque jour un grand nombre de visiteurs, la crypte multiplie, quant à elle, les utilisations : elle abrite les tombeaux des évêques, les pierres commémoratives des donateurs et l’artisanat monastique.
La partie située sous la nef, limitée à cinq travées, a été construite en 1936-1937 sous la direction de l’architecte Michel Vilain (1906-1966). Le parti retenu d’une construction en béton apparent n’est guère surprenant puisque ce matériau a fait son apparition dans les fondations du transept en 1922 et fut utilisé dans la construction de la crypte de celui-ci entre 1923 et 1925. Le plus surprenant est dans la décision d’employer ce matériau seul, sans revêtement, et dans l’établissement d’un plafond au lieu d’une voûte.
En 1996, Ladislas Kijno suggère à Monseigneur Vilnet, évêque de Lille, l’idée de dédier cette partie « moderne » de la crypte à un espace d’exposition d’œuvres contemporaines sur le thème de la Passion. Sept années plus tard, le Centre d’art sacré contemporain voit le jour, grâce au soutien du Conseil régional et de l’association pour la Rénovation du site de la Treille, à l’origine de la façade actuelle, et accueille environ une cinquantaine d’œuvres de la collection Delaine.
Le lieu a donc connu un prolongement significatif lors de la réalisation, sous la maîtrise d’œuvre de l’architecte Pierre-Louis Carlier, de la façade de la cathédrale, préparant ainsi la mise en valeur d’un volume de 880 m2 en sous-sol. Gil Dara, architecte d’intérieur et conseiller technique au diocèse de Lille, et Anne da Rocha Carneiro, chargée de mission auprès de la commission diocésaine d’art sacré, ont voulu garder le côté brut initial de l’architecture en béton des années 1930 de la crypte de la cathédrale, et ont proposé un espace dépouillé propice à l’accueil d’une telle collection.
Ainsi, par sa situation souterraine, par son éclairage artificiel et par la brutalité du matériau dans laquelle il est construit, le Centre d’art sacré contemporain offre au visiteur une sorte de descente en lui-même, de méditation intérieure. On y accède comme au tombeau du Christ. À chacun de profiter, en sortant du musée, de l’air et de la lumière naturelle, c’est-à-dire de la vie.
Il y sera accueilli au portail par la Vierge de Jeanclos et par la rosace de la Résurrection de Kijno.
Inauguré le 7 décembre 2003, au lendemain du lancement officiel de « Lille 2004, Capitale européenne de la culture », et dans le cadre de la célébration – anniversaire – des 90 ans du diocèse de Lille, le Centre d’art sacré contemporain et l'association du CASC font découvrir, aux visiteurs de toutes générations et de tous milieux, l'impressionnant fonds de la collection Delaine par des expositions temporaires. Il ferme ses portes en 2008.
En octobre 2013, après 5 ans de fermeture, le Centre d'art sacré contemporain ouvre à nouveau ses portes sous le nom de « Centre d'Art Sacré de Lille » dans le cadre du Centenaire du diocèse de Lille et pour rendre hommage à Gilbert Delaine. Depuis il ouvre ses portes trois fois par an, pour deux saisons ; une à l'été, une à l'automne et, autour de Pâques, pour un événement culturel baptisé Les Nuits de la Crypte.
Depuis 2016, le Centre d’Art Sacré de Lille poursuit sa mission en étant un lieu ouvert à la création, à la rencontre et au dialogue, en invitant d’autres représentation du sacré ainsi qu’en proposant à des artistes contemporains locaux de tout bord de travailler sur l’iconographie chrétienne et d’exposer leur travail.
Grâce à ces œuvres et aux événements qu’il propose, le Centre d'Art Sacré de Lille est un lieu de rencontre avec l’Humanité au travers du cœur de la foi chrétienne et de la culture. 

## Les Nuits de la Crypte - Festival d'art sacré contemporain
Dans le cadre de cet événement culturel métropolitain, le Centre d'Art Sacré de Lille montre une volonté marquée de s’inscrire dans l’aventure amorcée par Gilbert Delaine en 1985 à la suite de son expérience personnelle de la souffrance. 
Thomas Sanchez, responsable de ce lieu culturel atypique depuis sa réouverture en 2013, invite chaque année une dizaine d’artistes réunis en collectif éphémère à renouveler cette rencontre avec l’humanité et la fragilité de notre condition d’Homme, en leur proposant de  travailler sur le lien qu’ils ont à la souffrance (tel est le sens premier de « passion ») et qui les unit à l’humanité tout entière. 
L’invitation qui leur est donnée est de cheminer ensemble autour de ce thème universel et intemporel, à partir des passages des évangiles de la Passion du Christ, qu’ils soient croyants ou non. Lui, Homme qui accepta sa souffrance en toute liberté jusqu’à la croix. 
En écho à l’exposition, une vingtaine d’artistes (artistes peintres et plasticiens, musiciens, chanteurs, danseurs) s’inscrivent dans une programmation culturelle riche et éclectique. 
Chaque année, le festival a lieu autour de la Semaine Sainte et de Pâques avec des rendez-vous gratuit en nocturne du vendredi avant le dimanche des Rameaux jusqu’au dimanche après Pâques.

## Artistes exposés
- Nicolas Alquin
- Michel Aubert
- Georg Baselitz
- Louis Cane
- Luciano Castelli
- Isabelle Champion Métadier
- Robert Combas
- Vincent Corpet
- Thierry Delaroyère
- André du Besset
- Albert Feraud
- Georges Ferrato
- Sergio Ferro
- Lucio Fontana
- Galen Garwood
- André Gence
- Raymond Guerrier
- Ian Hughes
- Paul Jenkins
- Laurent Jiménez-Balaguer
- Jean-Pierre Jouffroy
- Dominique Kaeppelin
- Ladislas Kijno
- Bernard Leijs
- Bengt Lindström
- Franck Longelin
- Rolf Lukaschewski
- Jean Messagier
- Tom Morandi
- Mimmo Paladino
- Mario Prassinos
- Jacek Andrzej Rossakiewicz
- Yvon Taillandier
- Chu Teh-Chun
- Bernard Turiot
- Paul Van Hoeydonck
- Vladimir Veličković
- Jean Verame
- Andy Warhol